# Cayetano Navarrete
Cayetano Tomás Navarrete Parapar (Vivero, Lugo, España, 21 de diciembre de 1960) es un exfutbolista español que se desempeñaba como Defensa.

## Clubes
| Club                         | País   | Año       |
| ---------------------------- | ------ | --------- |
| Viveiro C. F.                | España | 1977-1980 |
| R. C. de Ferrol              | España | 1980-1985 |
| R. C. Deportivo de La Coruña | España | 1986-1990 |
| C. D. Lugo                   | España | 1990-1992 |
| S. D. Compostela             | España | 1992-1994 |